# Värestorp
Värestorp is een plaats in de gemeente Östra Göinge in het Zweedse landschap Skåne en de provincie Skåne län. De plaats heeft 57 inwoners (2005) en een oppervlakte van 17 hectare. Värestorp wordt omringd door zowel landbouwgrond als bos en ligt op de plaats waar twee wegen elkaar kruisen. In de nabije omgeving van het dorp stromen verschillende kleine riviertjes.